# Autour de Doria
Megatriorchis doriae
Genre
Espèce
Statut de conservation UICN

 NT  : Quasi menacé
Statut CITES
L'Autour de Doria (Megatriorchis doriae) est une espèce de rapaces du genre Megatriorchis qui est la seul espèce de ce genre et est membre de la famille des Accipitridae. C'est un oiseau que l'on retrouve sur l'île de Nouvelle-Guinée à l'ouest de la Mélanésie. Son territoire est à cheval sur la Papouasie-Nouvelle-Guinée et l'Indonésie. Il s'agit d'une espèce d'assez grande taille par rapport aux autres Accipitridae de la région, des îles indonésiennes et du reste de la Mélanésie. Elle est assez commune sur l'ensemble de l'île de Nouvelle-Guinée.

## Nomenclature
L'autour de Doria a été décrit par Tommaso Salvadori et Luigi Maria D'Albertis en 1875, explorateurs Italiens qui ont beaucoup travaillé sur les oiseaux de cette région alors assez peu connue. Son nom commémore le naturaliste italien Giacomo Doria (1840-1913) qui a permis à Luigi Maria D'Albertis de pouvoir monter l'expédition en Nouvelle-Guinée qui mena à la découverte de cette espèce. Giacomo Doria est le fondateur du Museo civico di storia naturale de Gênes où Luigi Maria D'Albertis est ornithologue et zoologue.

## Description
L'autour de Doria est un grand Accipitridae, il peut mesurer entre 51 et 69 cm, ce qui est bien plus grand que l'autour à tête grise. Il s'agit du plus grand Accipitridae. Les seuls membres de la famille comparables sont l'autour de Henst, l'autour rouge et l'autour des palombes qui sont légèrement plus petits. Il ne s'agit pas d'un vrai autour dans le sens du terme. Pour trouver en Nouvelle-Guinée un rapace plus long que lui, il faut se tourner vers les aigles et notamment l'aigle de Gurney. Son envergure est estimée entre 88 et 106 cm, ce qui est comparable à l'autour de Bürgers, ou l'autour blanc qui est beaucoup plus petit que lui. Cette taille imposante est surtout due à sa longue queue, la plus grande de la famille. Elle mesure entre 25 et 31 cm, ce qui est légèrement plus grand que celle de l'autour noir ou l'autour de Henst. Les mâles sont plus petits que les femelles puisqu'ils font en moyenne 65% de leur taille. Ce ratio est comparable à ceux de l'épervier de Nouvelle-Bretagne, de l'autour à manteau noir ou de l'autour à ventre blanc,. Il n'y a pas de dimorphisme sexuel. Le bec est fort et les pattes sont d'un jaune clair allant vers le vert gris. Le dessus est roux chamois barré de noir à gris brun. Les iris sont surmontées de larges sourcils blanchâtres. On retrouve sur la face un masque noirâtre assez semblable au Balbuzard pêcheur. Le dessus est blanc crème et est taché d'un brun clair légèrement roux en particulier sur la poitrine. Les yeux sont bruns et la cire est verdâtre ou bleu ardoise. Les juvéniles sont assez semblables aux parents : les barres sont moins seyantes sur le dessus et ils ne possèdent pas de masque. La poitrine est plus foncée chez certains individu, la tête peut être blanche. La cire est verdâtre et les pattes blanc grisâtre. Les yeux sont d'un brun plus foncé que chez l'adulte.

## Répartition et habitat
On retrouve cette espèce sur l'île de Nouvelle-Guinée ainsi que sur l'île de Batanta au nord-ouest de la Mélanésie,. La plupart des observations ont été faites en Papouasie-Nouvelle-Guinée,. On retrouve d'importantes populations près de la capitale Port Moresby, au niveau de la frontière avec l'Indonésie ainsi qu'au Sepik oriental,. On retrouve aussi des populations non loin de la mer des Salomon et de la mer de Bismarck près des villes de Madang et Lae,. On retrouve peu d'autour de Doria au niveau de la chaîne Centrale. Quelques observations ont été faites près de Tamide Mission ou près de Tabubil,. En Indonésie, la grande majorité des observations ont été faites en Papouasie occidentale ainsi que non loin des monts Cyclope à l'extrême est du pays. Ils vivent dans la partie inférieure de la canopée des forêts pluviales ainsi que dans les mangroves, dans les parcelles en cours de régénération et dans les boisements partiellement éclaircis,. Leur habitat est situé principalement du niveau de la mer jusqu'à 1100 mètres d'altitude. Néanmoins, on peut les retrouver jusqu'à 1400 et même très rarement jusqu'à 1650 mètres,.

## Chant
L'autour de Doria émet un sifflement chuintant et bas.  Il est utilisé dans de nombreuses circonstances. Lorsque l'oiseau est perché ou en vol, il sert souvent de cri de contact. Parfois aussi, il est utilisé pour la chasse. Il peut servir de cri de dissuasion contre des adversaires de la même espèce au d'autres oiseaux généralement.

## Alimentation
Son régime alimentaire se compose principalement d'oiseaux, dont le Paradisier petit-émeraude, et autres petits animaux. Il a de grandes serres faites pour la capture d'oiseaux dont les paradisiers qui semblent être son repas favori, mais il semble aussi qu'il imite les chants de ses proies. Il est probable qu'il puisse se nourrir d'autres choses, mais cela reste exceptionnel. Il s'agit donc d'un mangeur d'oiseaux.